# Zhao Yongxin
Zhao Yongxin (nacido el 25 de agosto de 1988 en Kunming, Yunnan), conocido también como Xiaoxin (Small Xin - 小 鑫, en chino), es un cantante, compositor y actor ocasional chino. Es además colíder de una banda musical juvenil llamado M.I.C.. Su nombre artístico inglés es Steel.

## Biografía
Zhao desciende de un grupo étnico llamado Yi. Desde sus primeros años aprendió a bailar y a cantar temas musicales, principalmente a la etnia a la que pertenece. También sabe tocar instrumentos musicales como el hulusi, guitarra, piano y saxofón. A una temprana edad dejó a sus padres para estudiar en Pekín, vivió con los amigos de su padre. Se proclamó independiente a causa de este hecho. 
Cuando estaba estudaindo en la escuela secundaria fue descubierto por "Taihe Rye Music" (北京 太 合 麦田 音乐 文化 发展 有限公司) y comenzó sus clases de música.
A mediados del 2009, como parte del grupo M.I.C., él y los demás integrantes participaron en el "Migu Star Academy" (咪 咕 明星 学院), transmitida por la red Dragon TV.
Después de 6 meses de competencia en Migu (el 26 de marzo de 2010), MIC se proclamó ganador en esta academia.
Comerciales

1.	Lollipop Cellphone of LG (ft. f(x))
 
2.	M-Zone of China Mobile (ft. Jay Chou, Han Geng and Migu students)

3.	Serial Cartoon on MK with M.I.C. as originals
Premios

1. Campeón de la Red Star Academy 2010
2. Premio al mejor potencial comercial en el quinto aniversario de Ifensi 

3. Mejor y nuevo grupo de la tercera "Yin Yuefeng Yun Bang New" en el festival de intérpretes 

4. Premio MV de Qiyi 2010 

5. Premio Golden Melody de Pekín, en la ceremonia de Pop Music 2010